# Фредерік (округ, Меріленд)
Шаблон:StateAbbr_ 39°28′ пн. ш. 77°24′ зх. д. / 39.47° пн. ш. 77.4° зх. д.
Округ Фредерік (англ. Frederick County) — округ (графство) у штаті Меріленд, США. Ідентифікатор округу 24021.

## Історія
Округ утворений 1748 року.

## Демографія
За даними перепису
2000 року
загальне населення округу становило 195277 осіб, зокрема міського населення було 139462, а сільського — 55815.
Серед мешканців округу чоловіків було 96079, а жінок — 99198. В окрузі було 70060 домогосподарств, 51949 родин, які мешкали в 73017 будинках.
Середній розмір родини становив 3,16.
Віковий розподіл населення поданий у таблиці:
| Стать    | До 15 років | 15-21 | 22-29 | 30-39 | 40-49 | 50-65 | 65-85 | Понад 85 |
| -------- | ----------- | ----- | ----- | ----- | ----- | ----- | ----- | -------- |
| Чоловіки | 23089       | 8846  | 8543  | 16857 | 16424 | 14681 | 7054  | 585      |
| Жінки    | 22128       | 8764  | 8585  | 17565 | 16642 | 14317 | 9694  | 1503     |

## Суміжні округи
- Адамс, Пенсільванія — північ
- Керролл — схід
- Говард — південний схід
- Монтгомері — південь
- Лаудун, Вірджинія— південний захід
- Вашингтон — захід
- Франклін, Пенсільванія — північний захід

## Виноски
1. ↑  U.S. Decennial Census. United States Census Bureau. Архів оригіналу за 26 квітня 2015. Процитовано 12 вересня 2014.
2. ↑  Historical Census Browser. University of Virginia Library. Архів оригіналу за 12 грудня 2009. Процитовано 12 вересня 2014.
3. ↑  Population of Counties by Decennial Census: 1900 to 1990. United States Census Bureau. Процитовано 12 вересня 2014.
4. ↑  Census 2000 PHC-T-4. Ranking Tables for Counties: 1990 and 2000 (PDF). United States Census Bureau. Процитовано 12 вересня 2014.
5. ↑  Frederick County QuickFacts. U.S. Census Bureau. 2010. Архів оригіналу за 6 червня 2011. Процитовано 1 серпня 2011. [Архівовано 2001-07-09 у Wayback Machine.](англ.) Наведено за англійською вікіпедією.
6. ↑  American FactFinder. Бюро перепису населення США. Архів оригіналу за 26 лютого 2012. Процитовано 31 січня 2008. [Архівовано 2008-05-21 у Wayback Machine.]

| США | Це незавершена стаття з географії США. Ви можете допомогти проєкту, виправивши або дописавши її. |